# Mailand–Sanremo 2024
Das Straßenradrennen Mailand–Sanremo 2024 war die 115. Austragung des italienischen Eintagesrennens. Das Rennen fand am 16. März statt und war Teil der UCI WorldTour 2024. Mailand–Sanremo gehört wie die Flandern-Rundfahrt, Paris-Roubaix, Lüttich-Bastogne-Lüttich und Il Lombardia zu den Monumenten des Radsports.
Der Sieg ging an den Belgier Jasper Philipsen (Alpecin-Deceuninck), der sich im Sprint einer 12 Fahrer umfassenden Gruppe vor Michael Matthews (Team Jayco AlUla) und Tadej Pogačar (UAE Team Emirates) durchsetzte.

## Teilnehmende Mannschaften und Fahrer
Neben den 18 UCI WorldTeams gingen auch 7 UCI ProTeams bei dem Rennen an den Start. Für jedes Team waren sieben Fahrer startberechtigt.
Neben dem Titelverteidiger Mathieu van der Poel (Alpecin-Deceuninck) nahmen mit Matej Mohorič (Bahrain Victorious), Jasper Stuyven (Lidl-Trek), Julian Alaphilippe (Soudal Quick-Step), Michał Kwiatkowski (Ineos Grenadiers), Arnaud Démare (Arkéa-B&B Hotels) und Alexander Kristoff (Uno-X Mobility) sieben ehemalige Sieger das Rennen in Angriff.
Als Favoriten galten in erster Linie die endschnellen Klassiker-Spezialisten, die das Rennen sowohl am „Poggio“ als auch in einem Sprint aus einer größeren Gruppe für sich entscheiden konnten. In der Abwesenheit von Wout van Aert (Visma-Lease a Bike) galt der amtierende Weltmeister Mathieu van der Poel als Top-Favorit. Der Niederländer, der das Rennen im Vorjahr zum ersten Mal gewinnen konnte, bestritt zudem nach seinem sechsten Cyclocross-Weltmeistertitel sein erstes Straßenrennen der Saison 2024. Als sein größter Herausforderer galt der Slowene Tadej Pogačar (UAE Team Emirates), der das Rennen im Vorjahr als Dritter beendete und den Niederländer wenige Wochen später bei der Flandern-Rundfahrt distanziert hatte. Weitere Favoriten waren Thomas Pidcock, Filippo Ganna (beide Ineos Grenadiers), Mads Pedersen (Lidl-Trek), Christophe Laporte (Visma-Lease a Bike), Biniam Girmay (Intermarché-Wanty), Julian Alaphilippe, Kasper Asgreen (beide Soudal Quick-Step), Michael Matthews (Jayco AlUla), Matej Mohorič, Fred Wright (beide Bahrain Victorious), Neilson Powless, Alberto Bettiol (beide EF Education-EasyPost), Victor Lafay, Benoît Cosnefroy (beide Decathlon AG2R La Mondiale), Magnus Cort Nielsen (Uno-X Mobility) und Matteo Trentin (Tudor Pro Cycling).
Neben den Klassiker-Spezialisten gingen auch mehrere Sprinter bei der 115. Austragung an den Start. Besonders der Belgier Jasper Philipsen (Alpecin-Deceuninck), der im Vorjahr vier Tour-de-France-Etappen gewann und Zweiter von Paris–Roubaix wurde, galt neben seinem Teamkollegen Mathieu van der Poel als einer der großen Favoriten. Weitere endschnelle Fahrer waren Olav Kooij (Visma-Lease a Bike), Jonathan Milan (Lidl-Trek), Caleb Ewan (Jayco AlUla), Arnaud Démare (Arkéa-B&B Hotels), Marijn van den Berg (EF Education-EasyPost), Søren Wærenskjold und Alexander Kristoff (beide Uno-X Mobility).
| UCI WorldTeams | UCI WorldTeams                  | UCI WorldTeams | UCI WorldTeams        | UCI WorldTeams | UCI WorldTeams            | UCI ProTeams | UCI ProTeams                  |
| -------------- | ------------------------------- | -------------- | --------------------- | -------------- | ------------------------- | ------------ | ----------------------------- |
| ADC            | Alpecin-Deceuninck              | EFE            | EF Education-EasyPost | DFP            | Team dsm-firmenich PostNL | IPT          | Israel-Premier Tech           |
| ARK            | Arkéa-B&B Hotels                | GFC            | Groupama-FDJ          | JAY            | Team Jayco AlUla          | LDT          | Lotto Dstny                   |
| AST            | Astana Qazaqstan Team           | IGD            | Ineos Grenadiers      | TVL            | Team Visma-Lease a Bike   | COR          | Team Corratec – Vini Fantini  |
| TBV            | Bahrain Victorious              | IWA            | Intermarché-Wanty     | UAD            | UAE Team Emirates         | PTK          | Team Polti Kometa             |
| BOH            | Bora-Hansgrohe                  | LTK            | Lidl-Trek             |                |                           | TUD          | Tudor Pro Cycling Team        |
| COF            | Cofidis                         | MOV            | Movistar Team         |                |                           | UXM          | Uno-X Mobility                |
| DAT            | Decathlon AG2R La Mondiale Team | SOQ            | Soudal Quick-Step     |                |                           | VBF          | VF Group-Bardiani CSF-Faizanè |

## Streckenführung
Wie bereits im Vorjahr erfolgte der Start nicht in Mailand, sondern in der 30 Kilometer südlich liegenden Stadt Pavia. Mit einer Länge von 288 Kilometern war die 115. Austragung zudem die kürzeste der vergangenen zehn Jahre, wenngleich sich die Streckenführung auf der zweiten Rennhälfte nicht verändert hatte. Mit dem Passo del Turchino, der Cipressa und dem Poggio hielt die Organisation somit an den drei bekanntesten Passagen des Rennens fest.
Der neutralisierte Start erfolgte in Pavia auf dem Piazza della Vittoria unweit des Dom von Pavia. Über die Strada Nuova führte die Strecke im Anschluss Richtung Süden, ehe die Fahrer vor der Ponte Coperto links abbogen und dem Ticino in westlicher Richtung folgten. Nach 5,6 Kilometern wurde das Rennen auf der SP234 kurz nach der Kreuzung mit der SS617 freigegeben. Die ersten Kilometer führten über Belgioioso nach San Zenone al Po, wo der Po nach rund 20 Kilometern überquert wurde. Nun drehte die Fahrtrichtung gen Südwesten und es wurden mit Stradella, Broni, Casteggio, Voghera, Pontecurone und Tortona zahlreiche kleine Städte durchfahren. Über Pozzolo Formigaro und Novi Ligure ging es im Anschluss weiter in Richtung Süden, ehe die Fahrer bei Basaluzzo die nördlichen Ausläufer des Apennin erreichten. Bei Ovada begann die Straße nun nach rund 115 Kilometern leicht anzusteigen und führte über Rossiglione und Campo Ligure auf den Passo del Turchino. Dieser markierte mit einer Höhe von 532 Metern den höchsten Punkt des Rennens, wobei er nur auf den letzten zwei Kilometern Steigungsprozente von über 5 % aufwies. Nun folgte eine rund 12 Kilometer lange Abfahrt, ehe die Fahrer die Italienische Riviera bei Voltri nahe Genua erreichten. Im Anschluss drehte die Fahrtrichtung gen Westen und die Strecke führte entlang der Ligurischen Küste auf der Via Aurelia (SS1) über Varazze und Savona nach Albenga, das nach 223,4 Kilometern durchfahren wurde.
Etwa 50 Kilometer vor dem Ziel folgten drei kurze Anstiege (Capo Mele, Capo Cervo und Capo Berta), ehe es über Imperia nach San Lorenzo al Mare ging, wo der Anstieg auf die Cipressa (234 m) begann. Die Auffahrt war 5,6 Kilometer lang und wies ihre höchsten Steigungsprozente von rund 5 % auf den ersten 3,8 Kilometern auf. Nachdem die Kuppe 21,7 Kilometer vor dem Ziel überquert worden war, führte eine kurze Abfahrt zurück zur SS1, ehe ein rund neun Kilometer langes Flachstück folgte. Über Arma di Taggia ging es zur Einfahrt in die Schlusssteigung des Poggio di Sanremo (160 m), die rechts auf die schmalere Via Duca D’Aosta abzweigte. Mit einer Durchschnittssteigung von 3,7 % auf einer Länge von 3,7 Kilometern war der Poggio die Sanremo zwar eher moderat, doch drei Kehren und Angriffe im Fahrerfeld sorgten meist für eine Selektion im oberen Teil des Anstiegs. Nachdem die Kuppe 5,6 Kilometer vor dem Ziel überquert worden war, ging es in eine technisch anspruchsvolle Abfahrt die über sechs Kehren und zahlreiche schnelle Kurven zurück auf die SS1 führte. Die letzten 3 Kilometer verliefen auf flachen Straßen durch Sanremo, wobei die Fahrer auf dem letzten Kilometer eine Links- und eine Rechtskurve durchfuhren, ehe sie die Zielgerade auf der Via Roma erreichten, die rund 700 Meter lang war.

## Rennverlauf & Ergebnis
| Platz | Fahrer               | Nation | Team                            | Zeit                   |
| ----- | -------------------- | ------ | ------------------------------- | ---------------------- |
| 01.   | Jasper Philipsen     | BEL    | Alpecin-Deceuninck              | 6:14:44 h (46,11 km/h) |
| 02.   | Michael Matthews     | AUS    | Team Jayco AlUla                | "                      |
| 03.   | Tadej Pogačar        | SLO    | UAE Team Emirates               | "                      |
| 04.   | Mads Pedersen        | DEN    | Lidl-Trek                       | "                      |
| 05.   | Alberto Bettiol      | ITA    | EF Education-EasyPost           | "                      |
| 06.   | Matej Mohorič        | SLO    | Bahrain Victorious              | "                      |
| 07.   | Maxim Van Gils       | BEL    | Lotto Dstny                     | "                      |
| 08.   | Jasper Stuyven       | BEL    | Lidl-Trek                       | "                      |
| 09.   | Julian Alaphilippe   | FRA    | Soudal Quick-Step               | "                      |
| 10.   | Mathieu van der Poel | NED    | Alpecin-Deceuninck              | "                      |
| 11.   | Thomas Pidcock       | GBR    | Ineos Grenadiers                | "                      |
| 12.   | Matteo Sobrero       | ITA    | Bora-hansgrohe                  | "                      |
| 13.   | Casper Pedersen      | DEN    | Soudal Quick-Step               | + 0:35 min             |
| 14.   | Olav Kooij           | NED    | Team Visma-Lease a Bike         | "                      |
| 15.   | Laurence Pithie      | NZL    | Groupama-FDJ                    | "                      |
| 16.   | Kasper Asgreen       | DEN    | Soudal Quick-Step               | "                      |
| 17.   | Corbin Strong        | NZL    | Israel-Premier Tech             | "                      |
| 18.   | Simon Clarke         | AUS    | Israel-Premier Tech             | "                      |
| 19.   | Quentin Pacher       | FRA    | Groupama-FDJ                    | "                      |
| 20.   | Benoît Cosnefroy     | FRA    | Decathlon AG2R La Mondiale Team | "                      |

## Vergabe der UCI-Punkte
Mailand–Sanremo 2024 war Teil der UCI WorldTour 2024. Nach dem Rennen wurden UCI-Punkte vergeben, die sich auf die Platzierung der Fahrer und Mannschaften im UCI Ranking auswirkten. Die Punktevergabe erfolgt nach folgendem Schlüssel:
| Platzierung  | 1.  | 2.  | 3.  | 4.  | 5.  | 6.  | 7.  | 8.  | 9.  | 10. | Anmerkung                               |
| ------------ | --- | --- | --- | --- | --- | --- | --- | --- | --- | --- | --------------------------------------- |
| Tageswertung | 800 | 640 | 520 | 440 | 360 | 280 | 240 | 200 | 160 | 135 | gestaffelt bis zum 60. Platz (5 Punkte) |